# عبدالله بن محمد آل سعود
عبدالله بن محمد بن سعود بن محمد بن مقرن (زاده ۱۷۲۵ - درگذشته ۱۸۱۲) پدر ترکی بن عبدالله بود، کسی که امیرنشین نجد را به وجود آورد.